# Synagelides sumatranus
Synagelides sumatranus là một loài nhện trong họ Salticidae.
Loài này thuộc chi Synagelides. Synagelides sumatranus được Dmitri Viktorovich Logunov & Hereward miêu tả năm 2006.